# Пивнице (Бачка Паланка)
Пивнице (слч. Pivnica) је насеље у општини Бачка Паланка, у Јужнобачком округу, у Србији. Према попису становништва из 2022. је имало 2812 становника, а на попису из 2011. године је било 3337 становника.

## Историја
Прво забележено насељe на територији данашњих Пивница се спомиње још у 13-том веку. Тачније 1255. године се спомиње насеље Морхант, касније Морхант Санто које се налазило северозападно од данашњих Пивница. Насеље са тим називом се спомиње још и 1522. године као мало насеље са 5 српских породица. Касније се и спомиње насеља Сантово тј. Сантовац, Радојевић и Голо Добра. Све до до средине 18. века за насеље се користио назив и Сантовац и Пивнице. У попису Сегединског санџака 1560. године се спомињу као насеље са 20 српских породица.
Насеље се први пут помињу 1650, под именом Пивница. Јован Поповић, наш истакнути историчар, напомиње да се за време турске владавине на овим просторима на територији данашњих Пивница налазила два српска насеља и то Пивница и Сантовац. Пре тога на простору данашњих Пивница су се налазила насеља са српским становништвом (Гола Добра, Радојевић, Сантовац). После Велике сеобе Срба 1690, постојеће српско становништво које је живело у Пивницама, односно на територији данашњих Пивница, је увећано насељавањем избеглих Срба са Косова, Метохије, северне Македоније, северне Црне Горе и Рашке области. За време и после Ракоцијевог устанка у Пивнице се досељавају и српске породице из околине Печуја и северне Барање. Сматра се да се великом сеобом Срба 1690. године доселио значајан број Срба у већ постојећа српска насеља Пивница и Сантовац. Године 1699. забележено је 34 дома пореских обвезника, а 1715. је у насељу је било 42 дома пореских обвезника (41 српски и 1 мађарски). Број становника је осцилирао тако да се већ 2 године касније, тачније 1717. године Пивница се спомиње као мало насеље у коме су живели Срби и Мађари. Мађари су тада насеље називали Pinszki а Срби Пивница. Тада је у Пивницама било 15 породица који су плаћали порез а сеоски старешина се звао Илија Штарал. 1719-1721 године је извршен попис становништва и тада су била евидентирана два насеља Сантовац и Пивнице. Већ 1722 године су се та два насеља спојила и тада се помиње једно насеље под називом Сантовац или Пивница. Тада је у Пивницама је забележено 84 брачна пара, само српске националности. Међутим историчар Штелцер за тај период наводи да је у Пивницама, тј Сантовцу живело 145 брачних парова и да је било тада 6 свештеника. Нешто касније, 1725. године било је 99 брачних парова. Први сачувани печат Пивница је из 1728. године са текстом на латинском језику (писало је лат. Sig.Pagi.Pivnicsa). Године 1768. израђена је коморска мапа на којој се види да се, између насеља Парабућ и насеља Деспотсентиван, налази насеље Сантовац, које његови становници називају Пивница. Године 1780 се помиње глад проузрокована лошим пољопривредним приносима те је одлуком донетом 08.05.1780 у Баји и становницима Пивница упућена помоћ у пшеници и јечму коју су они морали касније вратити. Већ 1786. године управник српских народних школа у Сомбору Аврам Мразовић је затражио помоћ и за школу у Пивницама која је била у лошем стању проузрокованим утицајем високих подземних вода. Пивнице је 1787-1789. услед рата са Турском изгубило значајан број становника (пресељење у друга места). Физичким спајањем дела села у ком су живели Срби и дела села у којем су живели Словаци, Срби су преузели назив Пивнице, а Словаци су задржали назив Пивница. Мађарски назив за Пивнице је касније био Pinzed, a немачки назив Bibenitz. Почетком 18. века је то село са изразитом српском већином и тако је остало све до друге половине 19. века.
У Пивницама је 1811. године било 218 српских и 157 словачких домова и тада је у Пивницама живело 1649 Срба и 1222 Словака као и 127 Јевреја.
Године 1846—47. у Пивницама је живело 2250 Срба а 1867. године свега 1706 Срба. Претпоставка да је велик број Срба настрадао од стране Мађара у борбама у околини Србобрана ( тадашњег Сентомаша), Сремких Карловаца и јужној Бачкој или је пак током ратних дејстава и у годинама после њих помрло од разних болести проузрокованих ратним дешавањима док се највећи број иселио у друге области Бачке и Срема услед немаштине као последице рата. У рату 1848-1849. забележено је јунаштво браће Панић који су голоруки онеспособили мађарске топове и својим делом у знатној мери утицали на заустављање мађарске офанзиве из правца Петроварадина ка Сремским Карловцима у тренутку када се у Сремским Карловцима одржавала чувена Мајска скупштина.
У истом периоду (1847. године) у Пивницама је живело и 1829 Словака, 378 Немаца, 94 Јевреја, 87 Мађара и 21 припадника других националности.
Већ 1869. године је у Пивницама живело 2202 Словака, 1706 Срба, 347 Немаца, 83 Јевреја, 83 Мађара.
У Пивницама је 1880. године било 2331 Словака, 1504 Срба, 393 Немаца, 100 Мађара, 97 Јевреја, 15 Рома и 28 осталих.
На попису 1900. године Пивнице је имало 4977 становника који су живели у 908 домаћинстава. Национални састав је био следећи: 2871 Словака, 1486 Срба, 356 Немаца, 223 Мађара, 21 Русина, 1 Хрвата, 19 осталих (вероватно Рома). Верски састав становништва је био следећи: 3217 евангелика, 1497 православаца, 77 јевреја, 65 римокатолика, 21 гркокатолика, 13 реформата, 2 унитараца и 45 осталих.
Године 1910. је у Пивницама живело 2990 Словака, 1414 Срба, 309 Немаца, 208 Мађара, 33 Русина, 29 Јевреја и 18 Рома.
Крајем 18. века се тачније 1790. године у село се насељавају Словаци ( на основу дозволе издате 30.06.1790. године од стране Угарске краљевске коморе). Из неколико села са територије данашње Мађарске и то из околине Веспрема (из места Шерне и Шура) и из околине Секешфехервароша (из места Тардаша, Барачке, Велега и Ђурова) се у Пивнице доселило 450 Словака . У та места су се пивнички Словаци доселили у првој половини 18. века са територије данашње Словачке и то из околине Мијаве, Модре, Врбове и Старе Туре. Касније се у Пивнице досељава и неколико словачких породица из Нађлака (Румунија). Постоје подаци који говоре о местима из којих потичу поједине породице пивничких Словака. Са територије данашње Мијаве потичу породице Дургела, Валихора, Динга, Валашек, Беднар, Хрнчиар. Из села Соботишта потиче породица Кубињец, из Хлбокехо породица Чобрда, из Лублина породица Славик, из Модре породица Кључик, из Сарваша породица Кмећко, из Велега породица Имрек... Неке породице које су се доселие у Пивнице нису биле словачког порекла, но временом су се асимилирале и пословачиле. Породице Тир, Шлемендер, Лајхт, Мађар, Крајшер, Шагат, Винковић, Грајзингер и др су биле немачког, мађарског или пак буњевачког порекла.
У 19. веку у Пивнице се досељавају и Немци, Цинцари, Мађари, Јевреји и Роми.
Најбројније српске породице у Пивницама су Збућновић, Црњански, Станков, Лазаров, Мирковић, Сремац, Керавица, Дорошки, Бељански а најбројније словачке породице су Чинчурак, Имрек, Пап, Нађ, Тот, Белањи, Чобрда и др.
Нови Храм Успења Пресвете Богородице у Пивницама подигнут је у периоду од 1740—1746. године после пресељења Срба са старе локације Пивница која се налазила у делу атара који се данас зове Српски Виногради. Сеоба Срба на нову локацију је проузрокована епидемијом куге. Први случајеви куге су се у Пивницама појавили у августу 1738 и епидемија је трајала све до јануара 1739. године када је забележен последњи случај преминућа од куге. Према извештају доктора Франциска Херца упућеном Угарском намесничком већу у мају 1739. године констатовано да епидемије више нема. Сама епидемија је умногоме уназадила тадашње Пивнице у економском погледу јер су се тадашњи становници Пивница који су преживели епидемију морали преселити на нову, данашњу локацију насеља. Број преминулих није познат, но после самог пресељења је знатно смањен број становника Пивница.Нови храм је освећен 1754. године, од стране епископа Висариона Павловића. Поред храма тада је освећена је вероисповедна школа. Стари храм који се налазио на старој локацији је временом порушен а део богослужбених књига и икона је пренет у нови храм (претпоставка да је стари храм подигнут пре 1715. године, јер се те године у попису становништва Пивница спомиње црквењак Живан Дугачки). Као први учитељ у Пивницама године 1754 помиње се магистер Теодор.
Податак о освећењу новог храма постоји на урамљеном натпису у олтару (изнад царских двери) цркве у Пивницама на црквено-словенском језику. 1776. године храм је реновиран и тада је дограђен звоник који је заменио дотадашњу звонару од дрвета. 1792—93. године извршена је комплетна рестаурација храма са звоником и од тада спољни изглед цркве се није у великој мери променио све до 1872. године.
Године 1872. је урађена велика реконструкција звоника на православном храму приликом које је и повећана висина звоника. То је уједно била и највећа интервенција на изгледу самог храма од изградње и зидање звоника. Тада су у Пивницама свештеници били Ђорђе Добројевић и Игњат Мирковић као и чланови црквеног одбора: Васа Станков (председник), Паја Жабаљац (потпредседник), чланови: Петар Ковачевић, Леонтије Бељански, Љуба Живић, Вилип Мирковић, Лазар Ђендић, Глиша Пајић и Новак Вујић.
У унутрашњости храма се налази развијена и раскошно резбарена олтарска преграда која носи барокне стилске одлике.
У периоду 1984—1989. године у сликарско конзерваторску радионицу Покрајинског завода за заштиту споменика у Новом Саду, донет је иконостас цркве Успенија Пресвете Богородице у Пивницама у веома лошем стању. Стручњаци Завода нису могли да утврде тачну годину његовог настанка али су установили да је иконостас пренет у пивничку цркву јер неке иконе недостају (сматра се да је сам иконостас старији од цркве иако нема доказа да је пренет из старе цркве). Руководиоци радова на обнови пивничког иконостаса су установили је то дело Јована Исаиловића Старијег. 1958. године, приликом евидентирања и сачињавања предлога за стављање под заштиту Закона, пивничког иконостаса, установљено је, да три иконе нису рад истог мајстора који је сликао и горње и доње делове иконостаса, већ су настале касније, вероватно у првој половини ХIX века. На основу стилских анализа — композиционих аналогија, цртачких вредности, колористичког израза и сликарско — технолошког поступка, може се тврдити да су три иконе са сокла иконостаса српске цркве у Пивницама, дела сликара Арсе Теодоровића. То су иконе: „Сусрет Марије и Јелисавете”, „Христос и Самарјанка” и „Усековање главе светог Јована Крститеља”.
Храм Успења Пресвете Богородице у Пивницама са иконостасом стављен је под заштиту закона и категорисан је као непокретно културно добро од великог значаја.
Српска школа се помиње 1754. године као школа која је већ постојала, што говори да је школа основана знатно раније, и од тада па све до данас у Пивницама у континуитету се одвија настава на српском језику, а о великом броју Срба који су живели у Пивницама говори податак да је у том периоду у Пивницама било чак 6 православних свештеника и један ђакон.
Године 1905 у Пивницама је било 2 српске вероисповедне школе ( мушка и женска вероисповедна школа) које су заједно имале преко 260 ученика и то у основној школи 195 ученика а у пофторној школи 75 ученика. Треба напоменути да у то време део деце, посебно деце која су живела на салашима, није похађао школу. Учитељ је тада био Милош Ђендић. Учитељ Милош Ђендић се родио у Пивницама 1881. године. Учитељску школу је завршио у Сомбору. Учитељица је била Евица Павковић, рођена у Новом Саду 1878. године и учитељску школу је завршила такође у Сомбору.
Временом се број Срба у Пивницама смањивао исељавањем у друга места (Бачка Паланка, Нови Сад, Сомбор, Оџаци, Кула, Врбас, Шајкашку, Срем). Такође, 1757, део Срба из Пивница, тачније 22 породице, се одселио у Банат, тачније у Беодру (део Новог Милошева) предвођени православним свештеником Димитријем ( његов син је био један од првих свештеника у Беодри Кирил Димитријевић).
Такође, вођени родољубљем и жељом да допринесу стварању и развоју српске државе, многи школовани Срби из Пивница прелазе у Књажевину а потом и у Краљевину Србију. Већ се 1836. године у Јагодини као учитељ помиње Кирил Бељански из Пивница.
У Беодри (данас Ново Милошево) се 1758. године помиње и свештеник Кирил Димитријевић, родом из Пивница
Из Пивница потиче а и рођен је у Пивницама 1733. године и свештеник Јован Веселиновић. Јован Веселиновић је први забележени свештеник у селу Кумане у Банату (помиње се као свештеник у селу Кумане 1758. године).
Међу првим свештеницима у Пивницама се спомињу: Михајло (1724-1728.), Станко (1728-1732.), Георгије (1729'- ), Јован (1729- ).
У Пивницама је 1773. године било 6 православних свештеника а после реформе и натуреног и обавезног смањивања броја свештеника у Бачкој епархији а од стране тадашње власти, у Пивницама тј пивничкој православној парохији је остало 2 свештеника. Тако је било све до друге половине 19. века каде је у остао само један православни свештеник у Пивницама.
Свештеници забележени 1773. године су били:Димитрије Карановић (рукоположен 02.01.1740. године), Ђорђе Обреновић (рукоположен 25.03.1750. године), Петар Трифуновић (рукоположен 09.05.1762. године), Мојсеј Живичевић (рукоположен 20.02.1763. године), Петар Панић (рукоположен 30.01.1765. године) и Никола Бељанин (рукоположен 02.20.1766. године).
Православни свештеник са најдужим свештеничким стажом у Пивницама ( дуже од пола столећа) је био свештеник Ђорђе Добројевић који је у Пивницама био упамћен као добар и омиљени свештеник од стране верника и сећање на њега и његову доброту је дуго живело и после његове смрти. Родио се у Новом Саду 1833. године. Гимназију и богословију је завршио у Сремским Карловцима 1855. године. Био је рукоположен за свештеника од стране епископа Платона Атанацковића у Суботици.
Број Словака је у селу растао захваљујући пре свега што се Словаци нису селили ван Пивница у већем броју, као што је то био случај код Срба и што се знатни број Немаца и готово сви Мађари веома брзо асимилирао у Словаке. Неколико цинцарских породица досељених у Пивнице су се у кратком року асимилирале у Србе. Прва школа у којој се настава одвијала на словачком језику је основана непосредно по досељавању Словака у Пивнице (године 1791). Први словачки учитељ а у једно и свештеник је био Андреј Липтај. После њега су учитељи били: Јурај Турчањи, затим Гашпар Лепорис, па Мартин Јаворски, после њега Ладислав Варади, затим Јан Техоњ... Одмах после досељавања у Пивнице, Словаци су се конфесионално организовали и после изградње школе, изградили и богомољу која је била у употреби све до 1824 године. Због све већег броја Словака, није више могла да задовољи верске потребе словачке заједнице, приступљено је изградњи храма. Садашњи словачки храм у Пивницама (евангелички) је саграђен у периоду 1824—1826. године. Упркос јаким притисцима и покушајима да се процес мађаризације поспеши и убрза и укине школовање на словачком језику у Пивницама, пивнички Словаци су се томе успешно одупирали и успели да сачувају своју школу, тако да се настава на словачком језику у Пивницама одвија безмало 230 година.
Специфичност пивничких Словака је да су задржали западнословачко наречје којим, осим њих, говоре још само Словаци католичке вере из Селенче за разлику од свих других Словака на овим просторима.
Словаци у Пивницама су показали завидну националну виталност и показали да код њих постоји развијен осећај патриотизма и жеље да се одупру покушајима асимилације од стране тадашњих државних и црквених институција.
Словаци су у Пивнице са собом донели и гајење кудеље и међу првима су почели са гајењем хмеља на овим просторима. међу досељеним словачким породицама је било и оних које су се бавиле израдом ћумура (дрвени угаљ) по чему су такође били познати. Најдуже су се израдом ћумура бавиле следеће породице: Хемела, Жихлавски, Имрек, Грња, Хрчек, Мудрох, Брња, Белањи и Валихора.
У Пивницама је било сразмерно броју становника доста занатлија. 1828. године је у Пивницама било 16 регистрованих занатлија а 1941. године преко 180 регистрованих занатлија међу којима је био највећи број Словака што се огледа и у презименима али понајвише надимцима пивничких Словака. Тако да данас имамо надимке попут: Борбаш, Друмар, Калафицар, Јагер, Ример, Олејкар, Бачкораш, Масћиар, Метлар, Штрангар, Судар...
Први немачки евангелички храм је био у стамбеној кући у Војвођанској улици (некадашња продавница Борово). Други немачки евангелички храм је саграђен 1898. године и исти је порушен 1947. после протеривања Немаца из Пивница. Храм се налазио на углу улице Петра Драпшина и Војвођанске и био је специфичан по томе што је имао дрвени звоник. Такође се у Пивницама налази и немачко гробље које се данас налази у лошем стању и једним делом је узурпирано.
У селу је постојала и синагога која се налазила на углу Млинске и Војвођанске улице (изграђена је 1900. године, а срушена 1944. године), као и јеврејско гробље које се налазило поред словачког гробља, а чији је мањи део порушен 2002. године. У Пивницама су Јевреји живели у периоду 1779-1944 године. Први становник јеврејске националности који се помиње у Пивницама се звао Јакоб Лоринц и по занимању је био трговац. Године 1818 је у Пивницама забележен највећи број Јевреја (177). Најмањи број Јевреја у Пивницама је забележен 1910. године када их је било 29. Данас се преостали део јеврејског гробља одржава и о њему се води рачуна.
Пивничани су учествовали у организацији и раду Велике народне скупштине одржане у Новом Саду 1918 године, где су као делегати из Пивница учествовали Пера Црњански,Новак Челић,Ђуро Славик,Јанко Валенћик и Михал Шустер. У селу је те године био формиран и српско-словачки Народни одбор (24 члана) који је преузео власт у селу и активно учествовао у спровођењу одлука Велике народне скупштине. Одбором је председавао Алекса Дорошки.
После Првог светског рата се из Пивница одселило неколико словачких породица у Чехословачку (махом породице интелектуалаца и занатлија).
У Другом светском рату је погинуло 67 становника Пивница српске, словачке, ромске и јеврејске националности као и 21 становник немачке националности (погинули као припадници немачких оружаних снага).
Крајем Другог светског рата и непосредно после Другог светског рата 7 становника Пивница је осуђено на смртну казну и стрељано као припадници мађарских, немачких и усташких оружаних формација због ратних злочина који су починили према цивилном становништву у Срему (на подручју западног Срема) и јужној Бачкој (учесници рације 1942).
После Другог светског рата (1946—48) се из Пивница у тадашњу Чехословачку оделило близу 20 словачких породица (махом породице трговаца, занатлија и интелектуалаца)
После 2000. године се у Словачку одселио знатан број пивничких Словака (у почетку привремено, но многи су свој привремени боравак претворили у стални). Највећи број младих Словака који су у Словачку одлазили ради студирања, после завршетка студирања остали су да живе и раде у Словачкој.
У Пивницама данас постоји и делује неколико цркава и верских заједница. То су: Српска православна црква, Словачка евангеличка црква, Баптистичка црква. Методистичка црква, Назаренска заједница, Адвентистичка црква као и две пентакосталне верске заједнице Христова духовна црква и Христова јеванђеоска црква.
Пивнице је једно од првих села у Србији у коме је основана земљорадничка задруга (1868. године), а електрификација села је извршена 1924. године. Године 1921. је основан српски фудбалски клуб Обилић, а нешто касније и словачки фудбалски клуб Јаношик. После Другог светског рата је у Пивницама основан фудбалски клуб под називом Славија.
Почетком 30-их година 20. века у Пивницама је било формирано и четничко удружење које је функционисало све до 1941, када је забрањено од стране мађарских окупатора а чланови су били похапшени 17.04.1941 године и одведени на стрељање које су успели избећи захваљујући ангажовању својих комшија немачке националности ( превасходно немачком евангеличком кантору из Пивница и председнику Културбунда у Пивницама).
Председник Културбунда у Пивницама је упркос помагању и заштити својих комшија српске и словачке националности током рата, убијен од стране партизана на крајње зверски начин ( одсецањем главе тестером на шинтерници у непосредној близини Раткова) крајем октобра 1944 године.

## Привреда
Пивнице је село познато по напредној сточарској и ратарској производњи. У протеклом периоду је било село са највећом сточарском производњом у бившој Југославији, но данас се ситуација променила и на том плану.

## Демографија
Пивнице се данас суочава са великим проблемом наглог пада броја становништва и то је последица општег стања у друштву. У задњих петнаестак година велики број Пивничана се одселио у иностранство, као и у веће градове у Србији. Број становника опада годишње за 1-2 %. Уколико се ова тенденција настави, за двадесетак година ће у Пивницама број становника износити око 2000 док је средином 20. века то било преко 6000. Према прелиминарним резултатима пописа из 2011. у Пивницама живи 3337 становника и то Срба 586, Словака 2523, Рома 146 и осталих 82. Вероватно би број становника био знатно мањи да се у протеклих неколико година у Пивнице није доселио већи број Рома из околних насеља као и из иностранства (у питању су Роми који су депортовани из земаља чланица ЕУ).

## Познати становници
Лазар Мирковић (1885—1968) је професор литургике на богословском факултету (БФ) СПЦ.
Родио се у Пивницама, Бачка. У Сремским Карловцима је завршио Српску православну гимназију а потом и Богословију 1906. По завршетку Богословије уписује богословски факултет у Черновцима, где је дипломирао 1908, а докторирао 1912. Једно време је био Префект у Богословском семинару у Ср. Карловцима. Након што је докторирао постављен је за доцента Карловачке Богословије за предмете црквенословенски језик и литургику.
По оснивању БФ у Београду, постављен је за професора литургике. Био је декан БФ у више наврата и на њему је остао све до пензионисања 1952, а касније, до 1961. и као хонорарни професор.
Био је члан и сарадник више научних установа: у Народном музеју му је 1923. поверено Одељење средњовековних старина, 1925. је постао дописни члан Српског научног друштва, а од 1927. је и редовни члан Историјског друштва у Новом Саду. Од 1947. је и научни сарадник Археолошког института Српске академије наука, а од 1950. је постао и спољни сарадник Института за проучавање књижевности САНУ. Као истакнути научни радник држао је предавања на Интернационалним византолошким конгресима у Атини 1930, Софији 1934, Риму 1936, Палерму 1951. и Солуну 1953.
Лазар Мирковић свакако спада у ред значајних православних литургичара. Литургика коју је написао и данас се користи као приручник богослова. Суд о Мирковићу као историчару уметности дао је наш најпознатији стручњак академик Војислав Ј. Ђурић по коме је он „допро до самих врхунаца иконографске анализе и уврстио се међу најсјајније њене представнике у европској науци”.
Из његове изузетно обимне библиографије која броји 295 објављених јединица издвајају се следећи радови: Православна литургика или наука о богослужењу Православне источне Цркве и Хеортологија или историјски развитак богослужења православне источне Цркве.
Из Пивница је и Момчило Иванић (Пивнице, 2/14. март 1853 — Београд, 23. април/6. мај 1916), филолог, професор гимназије, и секретар Лексикографског одсека CКA.
Момчило Иванић рођен је 2/14. марта 1853. у Пивницама у Бачкој. Његов отац Стеван прешао је у Београд, где је радио као чиновник управе града. Момчило Иванић похађао је до четвртог разреда основну школу у Београду, а онда се са оцем морао вратити у Пивнице. Због тих околности уписао се тек 1867. у гимназију у Београду. Похађао је историјско-филолошки одсек Велике школе, а завршио га је 1876. године. На Великој школи Београду, био је ђак Даничића и Новаковића. Радио је најпре од 1877. у једној приватној школи, а од јесени 1877. био је професорски приправник Стојана Новаковића.
Постао је 1879. предавач на гимназији, а 1885. професор београдске реалке. Од 1898. радио је у лексикографском оделу Српске краљевске академије (СКА). Године 1903 је постао дописни члан Српске краљевске академије и тиме постао први Пивничан који је постао академик. Момчило Иванић је после 1903 био лични учитељ принчева Ђорђа и Александра Карађорђевића.
У радовима је помагао Даничићу и Новаковићу, преводио је чланке, и писао приказе и реферате. Сакупљао је грађу за велики речник СКА дуги низ година, и написао је „Оглед” тог речника како га је он замишљао („Српски рјечник књижевног и народног језика”, 1913).
И Михал Камањ (уметничко има Јанко Чеман) се родио и живео у Пивницама. Родио се 30.09. 1922 године. Завршио је основну школу у Пивницама где је и живео. Писао је приповедке и романе. Умро је 29. 09.1987 године. Његово име носи аматерско позориште у Пивницама које успешно делује већ скоро три деценије.
Из Пивница је пореклом и Шаму Боровски (Borovszky Samu) 1868—1912. Породица Боровски је је била уткана у живот пивничких Словака и уопште Словака на овим просторима и подарила је знамените свештенике, историчаре, глумце... Шаму Боровски је био истакнути мађарски историчар и академик (иако је био словачког порекла временом се мађаризовао те је себе сматрао Мађаром).
Из Пивница је родом и Оскар Јулијус Карол Боровски (1894—1966) знаменити мађарски позоришни и филмски глумац(глумио у првом мађарском тонском филму). И он се, као и његов стриц Шаму Боровски, временом мађаризовао.
У Пивницама је рођен Вићазослав Хроњец (1944) словачки песник, литерарни критичар, библиограф и преводилац.
Из Пивница је родом и Глигорије Мирковић (1877-1962). Био је угледан професор и национални радник и један од знаменитих професора и једно време управник Велике српске православне гимназије у Новом Саду.
У Пивницама је рођен Самуел Кубица (1885-1942). Био је учитељ у Нађлаку, сарадник словачког књижевника Ј.Г.Тајовског и велики борац против мађаризације. У Румунији је био надзорник словачких школа и један од заслужних грађана који је својим деловањем делом утицао да Нађлак са околином после Првог светског рата припадне Румунији.
Мајка патријарха Георгија Бранковића је била пореклом из Пивница из породице Бикар. Патријарх Георгије Бранковић (1830—1907) је био српски православни епископ темишварски од 1882. до 1890. године, a потом архиепископ карловачки и патријарх српски од 1890. до 1907. године. Био је први тајни саветник аустроугарског цара Франца Јозефа I, витез Великог крста Леополдовог реда, носилац царског ордена Гвоздене круне првог степена, српских Ордена белог орла и Св. Саве првог степена и кнежевског црногорског Даниловог ордена првог степена, члан угарског Горњег дома и хрватског Земаљског сабора, некадашњи управитељ сомборске Препарандије, почасни грађанин Сомбора и Карловаца.
Јован Скерлић је по мајци био Пивничан (мајка Персида рођ. Мирковић).
У новије време из Пивница потиче професор права и бивши министар правде Момчило Грубач.
У Пивницама је рођен и др Јован Дорошки Јовка који је у послератном периоду (после Другог светског рата) од 1947—1948. обављао функцију председника скупштине АП Војводине.
На своје порекло је била поносна и увек је радо истицала да је Пивничанка рођена ван Пивница а да никада у Пивницама није била и америчка правница Џојс Џорџ (мајка Вера Попадић из Пивница). Џојс Џорџ је рођена 1936 године. По занимању је била правник, касније и прва жена члан Врховног суда Охаја. Добитник државних признања за борбу против криминала и кандидат Републиканске партије за члана Конгреса 1996 године.
У насељу Пивнице живи 3126 пунолетних становника, а просечна старост становништва износи 42,3 година (40,6 код мушкараца и 43,8 код жена). У насељу постоји 1501 домаћинство, а просечан број чланова по домаћинству је 2,55.
Ово насеље је углавном насељено Словацима (према попису из 2002. године), а у последња три пописа, примећен је пад у броју становника.
|  |

| Демографија | Демографија | Демографија |
| Година      | Становника  | Становника  |
| ----------- | ----------- | ----------- |
| 1948.       | 5.425       |             |
| 1953.       | 5.653       |             |
| 1961.       | 5.541       |             |
| 1971.       | 5.162       |             |
| 1981.       | 4.820       |             |
| 1991.       | 4.361       | 4.261       |
| 2002.       | 3.835       | 3.953       |
| 2011.       | 3.337       |             |

| Етнички састав према попису из 2002.‍ | Етнички састав према попису из 2002.‍ | Етнички састав према попису из 2002.‍ | Етнички састав према попису из 2002.‍ | Етнички састав према попису из 2002.‍ |
| ------------------------------------ | ------------------------------------ | ------------------------------------ | ------------------------------------ | ------------------------------------ |
|                                      |                                      |                                      |                                      |                                      |
| Словаци                              | Словаци                              |                                      | 2.935                                | 76,53%                               |
| Срби                                 | Срби                                 |                                      | 704                                  | 18,35%                               |
| Роми                                 | Роми                                 |                                      | 51                                   | 1,32%                                |
| Југословени                          | Југословени                          |                                      | 31                                   | 0,80%                                |
| Хрвати                               | Хрвати                               |                                      | 9                                    | 0,23%                                |
| Црногорци                            | Црногорци                            |                                      | 7                                    | 0,18%                                |
| Русини                               | Русини                               |                                      | 6                                    | 0,15%                                |
| Мађари                               | Мађари                               |                                      | 5                                    | 0,13%                                |
| Немци                                | Немци                                |                                      | 2                                    | 0,05%                                |
| Муслимани                            | Муслимани                            |                                      | 2                                    | 0,05%                                |
| Буњевци                              | Буњевци                              |                                      | 2                                    | 0,05%                                |
| Бугари                               | Бугари                               |                                      | 2                                    | 0,05%                                |
| Украјинци                            | Украјинци                            |                                      | 1                                    | 0,02%                                |
| Словенци                             | Словенци                             |                                      | 1                                    | 0,02%                                |
| Македонци                            | Македонци                            |                                      | 1                                    | 0,02%                                |
| Бошњаци                              | Бошњаци                              |                                      | 1                                    | 0,02%                                |
| непознато                            | непознато                            |                                      | 32                                   | 0,83%                                |

| \| \| м \| \| \| ж \| \| ? \| 0 \| \| \| 3 \| \| 80+ \| 39 \| \| \| 70 \| \| 75—79 \| 58 \| \| \| 104 \| \| 70—74 \| 93 \| \| \| 143 \| \| 65—69 \| 119 \| \| \| 155 \| \| 60—64 \| 103 \| \| \| 126 \| \| 55—59 \| 91 \| \| \| 131 \| \| 50—54 \| 151 \| \| \| 134 \| \| 45—49 \| 166 \| \| \| 134 \| \| 40—44 \| 127 \| \| \| 112 \| \| 35—39 \| 146 \| \| \| 125 \| \| 30—34 \| 136 \| \| \| 112 \| \| 25—29 \| 120 \| \| \| 97 \| \| 20—24 \| 120 \| \| \| 116 \| \| 15—19 \| 109 \| \| \| 131 \| \| 10—14 \| 107 \| \| \| 108 \| \| 5—9 \| 88 \| \| \| 97 \| \| 0—4 \| 83 \| \| \| 81 \| \| Просек : \| 40,6 \| \| \| 43,8 \| |      |  |  |      |
| |      |  |  |      |
| | м    |  |  | ж    |
| ? | 0    |  |  | 3    |
| 80+ | 39   |  |  | 70   |
| 75—79 | 58   |  |  | 104  |
| 70—74 | 93   |  |  | 143  |
| 65—69 | 119  |  |  | 155  |
| 60—64 | 103  |  |  | 126  |
| 55—59 | 91   |  |  | 131  |
| 50—54 | 151  |  |  | 134  |
| 45—49 | 166  |  |  | 134  |
| 40—44 | 127  |  |  | 112  |
| 35—39 | 146  |  |  | 125  |
| 30—34 | 136  |  |  | 112  |
| 25—29 | 120  |  |  | 97   |
| 20—24 | 120  |  |  | 116  |
| 15—19 | 109  |  |  | 131  |
| 10—14 | 107  |  |  | 108  |
| 5—9 | 88   |  |  | 97   |
| 0—4 | 83   |  |  | 81   |
| Просек : | 40,6 |  |  | 43,8 |

| Година пописа     | 1948. | 1953. | 1961. | 1971. | 1981. | 1991. | 2002. |
| ----------------- | ----- | ----- | ----- | ----- | ----- | ----- | ----- |
| Број домаћинстава | 1.497 | 1.590 | 1.788 | 1.701 | 1.792 | 1.751 | 1.501 |

| Број чланова      | 1   | 2   | 3   | 4   | 5  | 6  | 7 | 8 | 9 | 10 и више | Просек |
| ----------------- | --- | --- | --- | --- | -- | -- | - | - | - | --------- | ------ |
| Број домаћинстава | 389 | 443 | 264 | 294 | 80 | 25 | 6 | 0 | 0 | 0         | 2,55   |

| Пол    | Укупно | Неожењен/Неудата | Ожењен/Удата | Удовац/Удовица | Разведен/Разведена | Непознато |
| ------ | ------ | ---------------- | ------------ | -------------- | ------------------ | --------- |
| Мушки  | 1.578  | 449              | 981          | 105            | 38                 | 5         |
| Женски | 1.693  | 247              | 988          | 415            | 43                 | 0         |
| УКУПНО | 3.271  | 696              | 1.969        | 520            | 81                 | 5         |

| Пол    | Укупно                    | Пољопривреда, лов и шумарство | Рибарство                            | Вађење руде и камена | Прерађивачка индустрија       |
| ------ | ------------------------- | ----------------------------- | ------------------------------------ | -------------------- | ----------------------------- |
| Мушки  | 990                       | 689                           | 0                                    | 0                    | 127                           |
| Женски | 615                       | 457                           | 0                                    | 0                    | 38                            |
| Укупно | 1.605                     | 1.146                         | 0                                    | 0                    | 165                           |
|        |                           |                               |                                      |                      |                               |
| Пол    | Производња и снабдевање   | Грађевинарство                | Трговина                             | Хотели и ресторани   | Саобраћај, складиштење и везе |
| Мушки  | 6                         | 48                            | 30                                   | 7                    | 26                            |
| Женски | 0                         | 1                             | 35                                   | 7                    | 2                             |
| Укупно | 6                         | 49                            | 65                                   | 14                   | 28                            |
|        |                           |                               |                                      |                      |                               |
| Пол    | Финансијско посредовање   | Некретнине                    | Државна управа и одбрана             | Образовање           | Здравствени и социјални рад   |
| Мушки  | 3                         | 2                             | 19                                   | 9                    | 6                             |
| Женски | 3                         | 3                             | 2                                    | 32                   | 24                            |
| Укупно | 6                         | 5                             | 21                                   | 41                   | 30                            |
|        |                           |                               |                                      |                      |                               |
| Пол    | Остале услужне активности | Приватна домаћинства          | Екстериторијалне организације и тела | Непознато            | Непознато                     |
| Мушки  | 9                         | 1                             | 0                                    | 8                    | 8                             |
| Женски | 7                         | 0                             | 0                                    | 4                    | 4                             |
| Укупно | 16                        | 1                             | 0                                    | 12                   | 12                            |

## Галерија
- Словачке девојке у свакодневној ношњи у којој се ишло на игранку. Пивнице, 1930. године
- Наступ ансамбла на фестивалу словачких изворних песама "Сусрети у пивничком пољу" који се одржава у Пивницама
- Тројица словачких младића из Пивница (половина 20. века)